# Nazionale maschile di calcio della Cina
La nazionale di calcio della Cina (中国国家足球队S) è la rappresentativa calcistica nazionale della Cina, attiva dal 1913 e controllata dalla federazione calcistica della Cina, fondata nel 1924 e membro della FIFA dal 1931 al 1958 e di nuovo dal 1979 ad oggi.
Nella Coppa d'Asia ha ottenuto quali migliori risultati due secondi posti, nel 1984 a Singapore (sconfitta per 0-2 in finale contro l'Arabia Saudita) e in casa nel 2004 (sconfitta per 1-3 in finale contro il Giappone), due terzi posti, nel 1976 e nel 1992, e due quarti posti, nel 1988 e nel 2000. Ha vinto due Coppe dell'Asia orientale, nel 2005 e nel 2010, e si è piazzata seconda nel torneo nel 2013 e nel 2015. Per quanto riguarda il campionato del mondo, ha partecipato per la prima volta alle qualificazioni nel 1958, venendo subito eliminata dall'Indonesia; si è poi qualificata alla fase finale del campionato del mondo 2002, uscendo al primo turno.
Nella classifica mondiale della FIFA, istituita ad agosto 1993, la Cina vanta quale miglior piazzamento il 37º posto del dicembre 1998, mentre il peggiore è il 109º posto del marzo 2013. Occupa il 94º posto della graduatoria.

## Storia

### Nazionale di calcio della Repubblica di Cina (1913-1949)

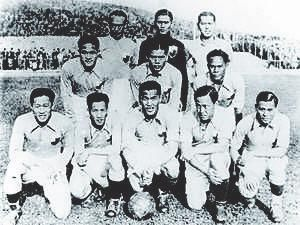
La nazionale olimpica cinese alle Olimpiadi del 1936.

La prima rappresentativa cinese fu formata da Elwood Brown, presidente dell'Associazione Atletica Filippina, che propose la creazione dei Giochi dell'Estremo Oriente, un evento sportivo considerato il precursore dei Giochi asiatici. Egli invitò la Cina all'edizione inaugurale della manifestazione, che si tenne nelle Filippine e che comprendeva anche un torneo di calcio. Per stabilire quale rappresentativa cinese avrebbe preso parte al torneo si scelse di selezionare la vincente dei Giochi nazionali della Cina del 1910, vinti dal South China Football Club. Il fondatore e allenatore del club, Mok Hing (in cinese 莫慶), sarebbe diventato il primo selezionatore della Cina il 4 febbraio 1913, quando, in un torneo tenutosi a Manila, guidò la squadra che fu sconfitta per 2-1 dalle Filippine.
La turbolenza politica derivante dalla rivoluzione Xinhai, che minò la partecipazione della Cina al primo di questi tornei (con la ridenominazione della squadra a nazionale della Repubblica di Cina), non impedì a Shangai di ospitare i Giochi dell'Estremo Oriente del 1915. Ancora una volta il South China Football Club, noto ora come South China Athletic Association, fu la squadra che si aggiudicò il diritto di rappresentare la Cina nel torneo. Stavolta, in un turno di andata e ritorno con le Filippine, la Cina vinse per 1-0 e poi pareggiò per 0-0, aggiudicandosi per la prima volta i Giochi. Dato che si trattava degli unici tornei sino ad allora disputati in Asia, la Cina sembrò destinata ad affermarsi come una potenza calcistica di rilievo, avendo vinto tutte le nove edizioni dei giochi disputate fino al 1934.
La federcalcio cinese fu fondata nel 1924 e si affiliò alla FIFA nel 1931. Insieme con il Giappone, la Cina divenne la prima nazionale a partecipare ai Giochi olimpici estivi, prendendo parte alle Olimpiadi del 1936 a Berlino. Fu tuttavia eliminata subito, agli ottavi di finale contro la Gran Bretagna (2-0) il 6 agosto 1936.
Il 7 luglio 1937 scoppiò la seconda guerra sino-giapponese, che sfilacciò completamente le relazioni tra Cina e Giappone, specialmente dopo che fu annunciato che il Giappone avrebbe ospitato i Giochi dell'Estremo Oriente del 1938. Il torneo fu poi cancellato, mentre nel paese nipponico si tenne il Torneo dell'Anniversario dell'impero giapponese, cui partecipò l'occupato Manciukuò (stato fantoccio controllato dall'Impero giapponese ed esistito dal 1932 al 1945) in rappresentanza della Cina. Le partite tenutesi durante il conflitto non sono conteggiate ufficialmente. Il 9 settembre 1945 la guerra finì e la Cina si poté prepararsi ai nuovi giochi olimpici. Il 2 agosto 1948 la selezione cinese fece il proprio esordio alle Olimpiadi del 1948 subendo l'eliminazione agli ottavi di finale contro la Turchia (4-0). Di ritorno in Cina, i calciatori trovarono un paese in piena guerra civile. Al termine del conflitto sorsero due nazionali: la nazionale cinese e la nazionale della Repubblica di Cina, poi denominata Taipei cinese.

### 1950-1979
La neonata Repubblica Popolare Cinese riformò la federcalcio nazionale, la cui adesione del 1931 alla FIFA trovò accettazione solo il 14 giugno 1952. La Finlandia, una delle prime nazioni ad avere rapporti diplomatici con il nuovo governo cinese, invitò la nazionale cinese a partecipare alle Giochi olimpici del 1952. Li Fenglou divenne il primo selezionatore a tempo pieno della rappresentativa cinese e si preparava a guidare la squadra in Finlandia, ma a causa di un ritardo nei voli la compagine cinese dovette saltare il torneo. Il 4 agosto 1952, però, la Finlandia invitò la Cina a disputare un'amichevole, che fu la prima partita ufficiale per gli asiatici e fu vinta 4-0 dagli europei. In preparazione della sua prima competizione FIFA, la Cina inviò una squadra di giovani ad allenarsi in Ungheria nel 1954. La Cina si iscrisse alle qualificazioni AFC a campionato del mondo 1958, dove fu eliminata dall'Indonesia.
Il 7 giugno 1958, stante il riconoscimento da parte della FIFA della Repubblica di Cina come uno stato a sé, la Repubblica popolare cinese interruppe le relazioni con il massimo organo calcistico mondiale, decidendo di ritirarsi da qualunque competizione da essa organizzata. Ne nacque un incidente diplomatico che aveva già visto la Cina ritirarsi dai Giochi olimpici del 1956 per le stesse ragioni. Per anni la nazionale cinese rimase dunque ai margini della scena calcistica mondiale, giocando solo amichevoli con rappresentative di altri paesi comunisti come Albania, Birmania, Cambogia, Guinea, Ungheria, Mongolia, Corea del Nord, Vietnam del Nord, Pakistan, Sudan e Unione Sovietica, oltre che con la Rep. Araba Unita, che aveva riconosciuto la Repubblica popolare cinese quale la sola entità erede legittima del nome Cina. Il 25 ottobre 1971 le Nazioni Unite riconobbero la Repubblica popolare cinese quale la sola erede del nome Cina nella risoluzione 2758 della loro assemblea generale. Nel 1973 la squadra di Taiwan, che usava il nome Repubblica di Cina, fu ridenominata nazionale di Taipei cinese. Questi provvedimenti convinsero la Cina a rientrare nella comunità sportiva internazionale, dapprima affiliandosi alla AFC nel 1974 e poi riaffiliandosi alla FIFA nel 1979. Già nel 1978 la nazionale cinese fu impegnata in una tournée europea, giocando il 10 settembre a Milano un'amichevole contro l'Inter.

### 1980-2002
Con la fine della Rivoluzione culturale e il riconoscimento internazionale dello stato, lo sport cinese riemerse gradualmente da un periodo traumatico dal punto di vista sociale e politico. La nazionale cinese uscì dall'isolamento internazionale e tornò a pieno titolo nel calcio mondiale in occasione dei Giochi asiatici del 1974, per poi chiudere al terzo posto la Coppa d'Asia 1976. Dopo aver subito le gravi conseguenze delle turbolenze politiche, ripartì anche il campionato di calcio cinese. Nel 1982 si contavano 20 milioni di televisori nelle case dei cinesi, con un pubblico stimato di 350 milioni di persone. Il calcio riguadagnò popolarità, fino a rivaleggiare con il badminton e infine superarlo come sport più seguito dai cinesi.

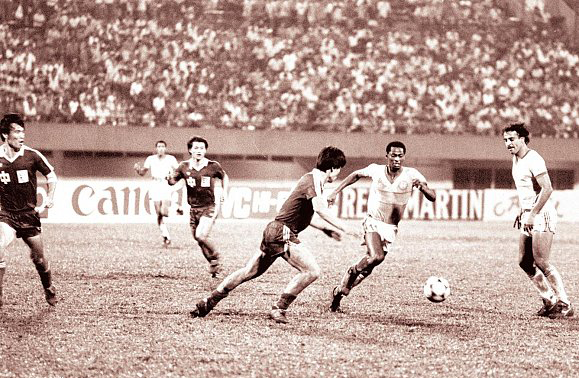
La Cina nella finale della Coppa d'Asia del 1984 persa contro l'.

Nel 1980 la Cina prese parte alle qualificazioni al campionato del mondo 1982. Si piazzò seconda assieme alla Nuova Zelanda e dietro al Kuwait nel girone finale asiatico-oceaniano, ma nello spareggio contro la Nuova Zelanda perse 2-1 e fu eliminata.
Il 19 maggio 1985, nelle eliminatorie del campionato del mondo 1986, la Cina affrontò Hong Kong in casa nel match conclusivo del primo turno delle qualificazioni. Malgrado ai cinesi bastasse un pareggio per qualificarsi alle semifinali della zona B asiatica, a sorpresa fu Hong Kong a vincere per 1-2, negando ai rivali l'accesso alla fase seguente. Il risultato provocò le ire dei tifosi di casa, che dentro e fuori dallo stadio di Pechino provocarono disordini.
Nel 1987 i primi calciatori cinesi si trasferirono all'estero, Xie Yuxin al Zwolle e Gu Guangming al Darmstadt. Nel 1988 il capitano della nazionale Jia Xiuquan e l'attaccante Liu Haiguang furono prelevati dal Partizan di Belgrado.
Nelle eliminatorie del campionato del mondo 1990 la Cina raggiunse nuovamente il turno finale delle qualificazioni AFC, ma a causa di due gol concessi al Qatar negli ultimi tre minuti di gioco dell'ultima partita fu eliminata. La Cina infatti arrivò quarta nel girone finale asiatico, dietro alle due qualificate Corea del Sud ed Emirati Arabi Uniti e al Qatar e davanti ad Arabia Saudita e Corea del Nord.
Nelle eliminatorie del campionato del mondo 1994 la Cina guidata da Klaus Schlappner, primo commissario tecnico straniero nella storia della nazionale, non riuscì a raggiungere il girone finale di secondo turno da sei squadre, finendo seconda nel girone di primo turno, un punto dietro l'Iraq.
La Cina fu poi sul punto di qualificarsi al campionato del mondo 1998. Nelle qualificazioni riuscì ad accedere a uno dei due gironi finali da cinque squadre, nel quale si classificò terza, ad un solo punto dall'Iran, ma eliminata con una gara di anticipo, a causa di due sconfitte interne contro Qatar e Iran. L'Iran si qualificò quindi allo spareggio con la seconda dell'altro girone, la cui vincente andava al mondiale e la cui perdente aveva accesso allo spareggio contro l'Australia.
Il 26 gennaio 2000 la Cina sconfisse Guam per 19-0 nelle qualificazioni alla Coppa d'Asia 2000, mettendo a referto la propria vittoria più larga di sempre e, all'epoca, la vittoria più larga mai ottenuta da una nazionale di calcio (il primato fu poi battuto dal Kuwait diciannove giorni dopo e migliorato dall'Australia l'anno dopo).
Il 7 ottobre 2001 la Cina allenata da Bora Milutinović riuscì a qualificarsi al campionato del mondo 2002, vincendo autorevolmente il girone del secondo turno (6 vittorie, un pareggio, una sconfitta) dopo aver vinto anche il girone di primo turno (con 6 vittorie in altrettante partite). Fu la prima qualificazione al mondiale della storia della nazionale cinese. In quel mondiale, disputato in Giappone e Corea del Sud, la squadra non riuscì a segnare neanche un gol e fu subito eliminata al primo turno, dopo tre sconfitte, contro Costa Rica (0-2), Brasile (0-4) e Turchia (0-3).

### 2002-2009
Dopo questa storica qualificazione, la Cina conseguì il secondo posto nella Coppa d'Asia casalinga del 2004. Vinto il girone con Bahrein, Indonesia e Qatar con un pareggio (2-2) contro i bahreniti e due vittorie (5-0 contro gli indonesiani e 1-0 contro i qatarioti), eliminò ai quarti di finale l'Iraq (3-0) e in semifinale l'Iran (1-1 dopo i tempi supplementari e 4-3 dopo i tiri di rigore), prima di cadere in finale contro il Giappone (3-1).
La nazionale cinese entrò a questo punto nella peggior crisi di risultati della sua storia, non riuscendo a qualificarsi ai gironi finali asiatici di qualificazione per le successive fasi finali dei mondiali. Nel novembre 2004 fu eliminata dalle qualificazioni al campionato del mondo 2006 a vantaggio del Kuwait per la differenza reti, malgrado una vittoria per 7-0 contro Hong Kong nell'ultima partita del girone. Il CT olandese Arie Haan fu dunque sostituito da Zhu Guanghu. Nell'agosto 2005 la Cina vinse la Coppa dell'Asia orientale, il suo primo titolo internazionale, pareggiando per 1-1 contro la Corea del Sud e per 2-2 contro il Giappone e vincendo per 2-0 contro la Corea del Nord.
Nel 2006, durante le qualificazioni alla Coppa d'Asia 2007, la squadra fu duramente criticata per aver vinto in casa contro Singapore solo per 1-0, per altro grazie a un gol segnato nei minuti di recupero del secondo tempo da Shao Jiayi su calcio di punizione, e per aver pareggiato in casa dei singaporiani. In preparazione alla Coppa d'Asia la squadra trascorse alcune settimane negli Stati Uniti d'America. Fu sconfitta per 4-1 dagli Stati Uniti e da 1-0 dal Real Salt Lake, squadra della Major League Soccer piazzatasi ultima in campionato nel 2007.
Nella fase finale della Coppa d'Asia 2007 la Cina giocò contro Malaysia, Iran e Uzbekistan. Vinta la partita contro i malaysiani, pareggiò contro gli iraniani dopo essersi trovata in vantaggio per 2-1 e perse per 3-0 contro gli uzbeki. Malgrado le grandi aspettative, la squadra deluse sul campo e la federcalcio decise di esonerare Zhu per rimpiazzarlo con Vladimir Petrović, affidandosi ancora una volta a un allenatore straniero, per alcuni indicatore dello scarso progresso del calcio nazionale.
Nel giugno 2008 la Cina fu eliminata dalla corsa ad un posto al campionato del mondo 2010, perdendo contro Qatar e Iraq in casa. Dopo le Olimpiadi del 2008 organizzate a Pechino Petrović fu esonerato e rimpiazzato ad interim con Yin Tiesheng.

### 2009-oggi
Nell'aprile 2009 la panchina passò al giovane allenatore Gao Hongbo. Il nuovo tecnico adottò uno stile di gioco basato sul possesso di palla anziché sui lanci lunghi, e sul modulo 4-2-3-1.
Sotto la sua guida la squadra pareggiò in amichevole per 1-1 contro la Germania nel maggio 2009. La Cina fu poi in grado di ottenere 13 punti nel girone di qualificazione alla Coppa d'Asia 2011. Questi risultati, uniti alla prestigiosa vittoria per 1-0 in amichevole contro la Francia del giugno 2010 e al pareggio per 1-1 contro l'Paraguay del settembre 2010, riaccesero l'entusiasmo dei tifosi, ma alla Coppa d'Asia 2011 la squadra uscì già nella fase a gironi. Malgrado la percentuale di partite vinte da Gao (65%) fosse la più alta mai ottenuta da un CT della Cina dai tempi di Nian Weisi (67,86%), nell'agosto 2011 egli fu esonerato e sostituito con lo spagnolo José Antonio Camacho, meno di un mese prima dell'inizio delle eliminatorie del campionato del mondo 2014. Il presidente federale Wei Di denunciò inoltre la corruzione dilagante nel calcio cinese, indicandola come uno dei fattori che ne frenavano lo sviluppo.
Il 13 agosto 2011 Camacho fu nominato CT della Cina con contratto triennale, per uno stipendio annuo di 8 milioni di dollari. Wei Di, capo della federazione, spiegò la decisione come parte di un piano a lungo termine volto ad aiutare la squadra ad avvicinarsi ai livelli di Giappone e Corea del Sud, ottenendo per prima cosa la qualificazione al campionato del mondo 2014. Nelle qualificazioni al campionato del mondo 2014 la nazionale cinese fu, tuttavia, di nuovo eliminata prima di raggiungere i gironi finali, dopo tre vittorie e tre sconfitte in sei partite.
Nel giugno 2012 in amichevole la Cina riuscì a bloccare la Spagna sul pari fino all'84º minuto, quando un gol di David Silva diede la vittoria ai campioni del mondo e di lì a poco bicampioni d'Europa. Due mesi dopo la Cina affrontò in amichevole la Svezia e perse per 1-0. Il 10 settembre 2012 una giovane nazionale cinese fu sconfitta per 8-0 dal Brasile, peggiore sconfitta nella storia della nazionale asiatica, che precipitò al 109º posto del ranking FIFA, peggiore piazzamento di sempre della squadra nella graduatoria. Per la Cina fu la peggiore sconfitta dopo quella patita contro gli Stati Uniti nel 1992.
Camacho rimase in sella anche per le qualificazioni alla Coppa d'Asia 2015, dove la Cina esordì perdendo per 2-1 contro l'Arabia Saudita. Il 15 giugno 2013 spagnolo subì una clamorosa sconfitta per 1-5 contro la Thailandia, all'epoca al 142º posto del ranking FIFA, 47 posizioni dietro la Cina. Su enormi pressioni dei media, Camacho fu sollevato dall'incarico e sostituito ad interim con Fu Bo.

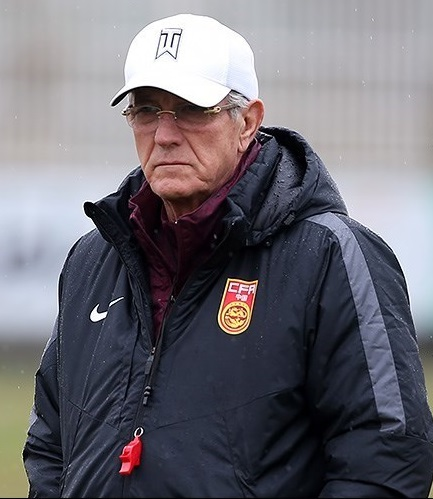
Marcello Lippi, alla guida della Cina dall'ottobre 2016 al gennaio 2019 e dal maggio al novembre 2019.

Nel marzo 2014 fu annunciato il successore di Camacho, il francese Alain Perrin. La Cina fu la migliore terza classificata dei gironi di qualificazione alla Coppa d'Asia 2015, alla cui fase finale si presentò con una striscia di dieci partite consecutive senza sconfitte. Vinse per 1-0 contro l'Arabia Saudita con gol di Yu Hai, poi si impose per 2-1 contro l'Uzbekistan, ottenendo la qualificazione la turno successivo come prima classificata del girone, riuscendo a evitare l'eliminazione alla fase a gironi per la prima volta dopo undici anni. La Cina vinse anche l'ultima partita del girone, per 2-1 contro la Corea del Nord, ma ai quarti di finale fu sconfitta per 2-0 ed eliminata dall'Australia, poi vincitrice del torneo.
Il 3 febbraio 2016 si insediò sulla panchina della Cina il rientrante Gao Hongbo, che un mese dopo qualificò la squadra per il terzo turno, l'ultimo, delle qualificazioni asiatiche ai mondiale del 2018, guadagnando nel contempo l'accesso alla fase finale della Coppa d'Asia 2019. Dopo una sconfitta contro l'Uzbekistan Hongbo lasciò il posto a Marcello Lippi, nominato CT il 22 ottobre 2016. La squadra cinese non riuscì ad andare oltre il penultimo posto nel girone di qualificazione del terzo turno, fallendo così, nel settembre 2017, l'accesso a Russia 2018.
Nella fase finale della Coppa d'Asia 2019 la Cina di Lippi superò la fase a gironi come seconda classificata nel proprio raggruppamento, grazie alle vittorie contro Kirghizistan (2-1) e Filippine (3-0), prima della sconfitta contro la Corea del Sud (2-0). Agli ottavi di finale eliminò la Thailandia battendola in rimonta per 2-1, ma ai quarti di finale fu eliminata dall'Iran (3-0).
Il 7 marzo 2019 Fabio Cannavaro, allenatore del Guangzhou E., fu nominato commissario tecnico ad interim della Cina fino alle qualificazioni per il campionato mondiale del 2022, in sostituzione del dimissionario Lippi. Nel maggio 2019 la federazione annunciò il ritorno di Lippi alla guida della nazionale.
Al fine di aumentare il tasso tecnico della squadra, la nazionale cinese iniziò ad annoverare una serie di calciatori naturalizzati cinesi, tra cui Nico Yennaris, Tyias Browning e Elkeson. Le qualificazioni al campionato del mondo 2022 iniziarono con larghe vittorie contro Maldive (5-0, con doppietta di Elkeson) e Guam (7-0), ma in casa delle Filippine la partita finì senza reti. Nel novembre 2019, dopo la sconfitta contro la Siria (2-1) a Dubai, la Cina fu raggiunta al secondo posto del girone dalle Filippine e Lippi rassegnò le proprie dimissioni. Il 2 gennaio 2020 il ruolo di CT fu affidato a Li Tie, sotto la cui guida la squadra riuscì a vincere tutte e cinque le restanti partite del girone eliminatorio, raggiungendo la terza fase delle qualificazioni a Qatar 2022.
Nel terzo turno delle eliminatorie AFC di Qatar 2022 la selezione cinese iniziò perdendo contro Australia e Giappone a Doha, città che ospitò le partite essendo la Cina impossibilitata ad accogliere gli incontri a causa del bando imposto dalla pandemia di COVID-19. Con 5 punti nelle successive 4 partite la squadra si risollevò, ma Li Tie, molto criticato, fu esonerato il 2 dicembre 2021. Il successore Li Xiaopeng subì una sconfitta in casa del Giappone che di fatto mise fine alle speranze cinesi di qualificarsi direttamente al mondiale tramite uno dei primi due posti nel girone. Nel febbraio 2022 la squadra subì in casa del Vietnam una sconfitta, la prima della storia cinese contro i rivali del Sud-est asiatico, fallendo anche l'obiettivo di accedere allo spareggio tramite il terzo posto. Nelle due gare conclusive i cinesi raccolsero un punto e chiusero al quinto posto il raggruppamento.
Nella Coppa d'Asia 2023, tenutasi nell'anno successivo, la Cina fu messa in campo insieme al Libano, al Tagikistan (mai prima d'ora apparso in un torneo di Coppa d'Asia) e ai padroni di casa del Qatar (sostituitisi alla Cina dopo la nuova ondata di COVID-19 che ha portato l'ACF a rimandare al 2024 la competizione); la Cina finì terza nel girone davanti al Libano, ma solo per un punto in più nonostante non avesse segnato neanche un gol, rispetto all'unico libanese, e fu comunque eliminata con 2 soli punti dietro ai qatarioti e ai sorprendenti tagiki, arrivati secondi.

## Partecipazioni ai tornei internazionali
Legenda: Grassetto: Risultato migliore, Corsivo: Mancate partecipazioni

- Nota bene: per le informazioni sui risultati ai Giochi olimpici nelle edizioni successive al 1948 visionare la pagina della nazionale cinese.

## Statistiche dettagliate sui tornei internazionali

### Campionato mondiale
| Anno | Luogo                          | Piazzamento      | V | N | P | Reti |
| ---- | ------------------------------ | ---------------- | - | - | - | ---- |
| 1930 | Uruguay                        | Non partecipante | - | - | - | -    |
| 1934 | Italia                         | Non partecipante | - | - | - | -    |
| 1938 | Francia                        | Non partecipante | - | - | - | -    |
| 1950 | Brasile                        | Non partecipante | - | - | - | -    |
| 1954 | Svizzera                       | Non partecipante | - | - | - | -    |
| 1958 | Svezia                         | Non qualificata  | - | - | - | -    |
| 1962 | Cile                           | Non partecipante | - | - | - | -    |
| 1966 | Inghilterra                    | Non partecipante | - | - | - | -    |
| 1970 | Messico                        | Non partecipante | - | - | - | -    |
| 1974 | Germania Ovest                 | Non partecipante | - | - | - | -    |
| 1978 | Argentina                      | Non partecipante | - | - | - | -    |
| 1982 | Spagna                         | Non qualificata  | - | - | - | -    |
| 1986 | Messico                        | Non qualificata  | - | - | - | -    |
| 1990 | Italia                         | Non qualificata  | - | - | - | -    |
| 1994 | Stati Uniti                    | Non qualificata  | - | - | - | -    |
| 1998 | Francia                        | Non qualificata  | - | - | - | -    |
| 2002 | Corea del Sud / Giappone       | Primo turno      | 0 | 0 | 3 | 0:9  |
| 2006 | Germania                       | Non qualificata  | - | - | - | -    |
| 2010 | Sudafrica                      | Non qualificata  | - | - | - | -    |
| 2014 | Brasile                        | Non qualificata  | - | - | - | -    |
| 2018 | Russia                         | Non qualificata  | - | - | - | -    |
| 2022 | Qatar                          | Non qualificata  | - | - | - | -    |
| 2026 | Stati Uniti / Canada / Messico | Non qualificata  | - | - | - | -    |

### Coppa d'Asia
| Anno | Luogo                                   | Piazzamento      | V | N | P | Reti |
| ---- | --------------------------------------- | ---------------- | - | - | - | ---- |
| 1956 | Hong Kong                               | Non partecipante | - | - | - | -    |
| 1960 | Corea del Sud                           | Non partecipante | - | - | - | -    |
| 1964 | Israele                                 | Non partecipante | - | - | - | -    |
| 1968 | Iran                                    | Non partecipante | - | - | - | -    |
| 1972 | Thailandia                              | Non partecipante | - | - | - | -    |
| 1976 | Iran                                    | Terzo posto      | 1 | 1 | 2 | 2:4  |
| 1980 | Kuwait                                  | Primo turno      | 1 | 1 | 2 | 9:5  |
| 1984 | Singapore                               | Secondo posto    | 4 | 0 | 2 | 11:4 |
| 1988 | Qatar                                   | Quarto posto     | 2 | 2 | 2 | 7:5  |
| 1992 | Giappone                                | Terzo posto      | 2 | 2 | 1 | 6:6  |
| 1996 | Emirati Arabi Uniti                     | Quarti di finale | 1 | 0 | 3 | 6:7  |
| 2000 | Libano                                  | Quarto posto     | 2 | 2 | 2 | 11:6 |
| 2004 | Cina                                    | Secondo posto    | 3 | 2 | 1 | 13:6 |
| 2007 | Indonesia/ Malaysia Thailandia/ Vietnam | Primo turno      | 1 | 1 | 1 | 7:6  |
| 2011 | Qatar                                   | Primo turno      | 1 | 1 | 1 | 4:4  |
| 2015 | Australia                               | Quarti di finale | 3 | 0 | 1 | 5:4  |
| 2019 | Emirati Arabi Uniti                     | Quarti di finale | 3 | 0 | 2 | 7:7  |
| 2023 | Qatar                                   | Primo turno      | 0 | 2 | 1 | 0:1  |

## Coppa dell'Asia orientale
- 1990 - Secondo posto
- 1992 - Quarto posto
- 1995 - Quarto posto
- 1998 - Secondo posto
- 2003 - Terzo posto
- 2005 - Campione
- 2008 - Terzo posto
- 2010 - Campione
- 2013 - Secondo posto
- 2015 - Secondo posto
- 2017 - Terzo posto
- 2019 - Terzo posto
- 2022 - Terzo posto

## Organico

### Rosa attuale
Lista dei giocatori convocati dal CT Branko Ivanković per le Qualificazioni al campionato mondiale di calcio 2026 del 5 e del 10 settembre 2024.
| 1  | P | Yan Junling     | 28 gennaio 1991  | 57 | -57 | Shanghai Haigang       |  |  |
| 12 | P | Liu Dianzuo     | 25 giugno 1990   | 4  | 0   | Wuhan San Zhen         |  |  |
| 14 | P | Wang Dalei      | 10 gennaio 1989  | 34 | -31 | Shandong Taishan       |  |  |
|    | P | Bao Yaxiong     | 23 maggio 1997   | 0  | 0   | Shanghai Shenhua       |  |  |
|    |   |                 |                  |    |     |                        |  |  |
| 2  | D | Jiang Guangtai  | 27 maggio 1994   | 30 | 1   | Shanghai Haigang       |  |  |
| 3  | D | Gao Zhunyi      | 21 agosto 1995   | 17 | 0   | Shandong Taishan       |  |  |
| 4  | D | Li Lei          | 30 maggio 1992   | 13 | 0   | Beijing Guoan          |  |  |
| 5  | D | Zhu Chenjie     | 23 agosto 2000   | 32 | 1   | Shanghai Shenhua       |  |  |
| 8  | D | Wei Zhen        | 12 febbraio 1997 | 2  | 0   | Shanghai Haigang       |  |  |
| 16 | D | Jiang Shenglong | 24 dicembre 2000 | 8  | 0   | Shanghai Shenhua       |  |  |
| 18 | D | Han Pengfei     | 28 aprile 1993   | 1  | 0   | Tianjin Jinmen Hu      |  |  |
| 19 | D | Liu Yang        | 17 giugno 1995   | 24 | 0   | Shandong Taishan       |  |  |
| 21 | D | Yang Zexiang    | 14 dicembre 1994 | 2  | 0   | Shanghai Shenhua       |  |  |
|    |   |                 |                  |    |     |                        |  |  |
| 6  | C | Wang Shangyuan  | 2 giugno 1993    | 14 | 1   | Henan                  |  |  |
| 10 | C | Xu Haoyang      | 15 gennaio 1999  | 3  | 0   | Shanghai Shenhua       |  |  |
| 13 | C | Wang Haijian    | 2 agosto 2000    | 0  | 0   | Shanghai Shenhua       |  |  |
| 15 | C | Cheng Jin       | 18 febbraio 1995 | 0  | 0   | Zhejiang Zhiye         |  |  |
| 20 | C | Xie Wenneng     | 6 febbraio 2001  | 4  | 0   | Shandong Taishan       |  |  |
|    | C | Li Yuanyi       | 28 agosto 1993   | 4  | 0   | Shandong Taishan       |  |  |
|    | C | Huang Zhengyu   | 24 gennaio 1997  | 2  | 0   | Shandong Taishan       |  |  |
|    | C | Xie Pengfei     | 29 giugno 1993   | 13 | 0   | Shanghai Shenhua       |  |  |
|    |   |                 |                  |    |     |                        |  |  |
| 7  | A | Wu Lei          | 19 novembre 1991 | 93 | 32  | Shanghai Haigang       |  |  |
| 9  | A | Zhang Yuning    | 5 gennaio 1997   | 27 | 5   | Beijing Guoan          |  |  |
| 11 | A | Lin Liangming   | 4 giugno 1997    | 12 | 2   | Beijing Guoan          |  |  |
| 17 | A | Fei Nanduo      | 16 marzo 1993    | 6  | 1   | Shandong Taishan       |  |  |
| 22 | A | A Lan           | 10 luglio 1989   | 13 | 3   | Qingdao Qingchundao    |  |  |
| 23 | A | Behram Abduweli | 8 marzo 2003     | 4  | 1   | Shenzhen Xin Pengcheng |  |  |

### Rose del passato

#### Mondiali
Coppa del Mondo FIFA 20021 An Q., 2 Zhang E., 3 Yang P., 4 Wu C., 5 Fan Z., 6 Shao J., 7 Sun J., 8 Li T., 9 Ma M., 10 Hao H., 11 Yu G., 12 Su M., 13 Gao Y., 14 Li W., 15 Zhao J., 16 Qu B., 17 Du W., 18 Li X., 19 Qi H., 20 Yang C., 21 Xu Y., 22 Jiang J., 23 Ou C., CT: Milutinović

#### Coppa d'Asia
Coppa d'Asia 19761 Hu Z., 2 Qi W., 3 Guan Z., 4 Chi S., 5 Xiang H., 6 He J., 7 Chen X., 8 Li G., 9 Wang J., 10 Rong Z., 11 Du Z., 12 Li F., 13 Cai J., 14 Zhang Q., 15 Zhang Y., 16 Yang A., 17 Yu J., 18 Li W., CT: Nian W.
Coppa d'Asia 19801 Li Fus., 2 Cai J., 3 Liu Z., 4 Lin L., 5 Chi S., 6 Huang X., 7 Yang Y., 8 Zuo S., 9 Xu Y., 10 Li Fub., 11 Chen J., 12 Zang C., 13 Shen X., 15 Gu G., 16 Wang F., 18 Gai Z., 20 Chen X., 22 Xu J., CT: Su Y.
Coppa d'Asia 19841 Lu J., 2 Zhu B., 3 Lin L., 4 Lü H., 5 Jia X., 6 Lin Q., 7 Gu G., 8 Zhao D., 9 Zuo S., 10 Li Hui, 11 Li Huayun, 12 Chi M., 14 Wu Y., 15 Qin G., 16 Liu H., 17 Yang Z., 19 Wang D., 22 Yang N., CT: Zeng X.
Coppa d'Asia 19881 Kong G., 2 Zhu B., 3 Gao S., 4 Guo Y., 7 Xie Y., 8 Tang Y., 10 Ma L., 11 Wu W., 12 Wang B., 13 Shi L., 14 Zhai B., 15 Zhang X., 16 Huang C., 17 Mai C., 18 Duan J., 19 Dong L., 20 Zhang H., 21 Du S., CT: Gao F.
Coppa d'Asia 19921 Fu Y., 2 Feng Z., 3 Dong L., 4 Fan Z., 5 Xu H., 6 Li B., 7 Wu Q., 8 Gao H., 9 Hao H., 10 Cai S., 11 Li X., 12 Xie Y., 13 Li M., 14 Gao Z., 15 Zhao L., 16 Ja X., 17 Peng W., 18 Zhu B., 20 Ou C., CT: Schlappner
Coppa d'Asia 19961 Jiang H., 3 Wei Q., 4 Zhang E., 5 Xu H., 6 Fan Z., 7 Hao H., 8 Ma M., 9 Cao X., 10 Li B., 11 Peng W., 12 Su M., 13 Sun J., 14 Jiang F., 15 Han J., 16 Li M., 17 Gao F., 19 Wu C., 20 Ou C., 21 Liu Y., 22 Han W., 23 Xie H., CT: Qi W.
Coppa d'Asia 20001 Ou C., 2 Zhang E., 4 Wu C., 5 Fan Z., 6 Li M., 8 Li T., 9 Ma M., 10 Su M., 11 Xie H., 12 Qu S., 13 Chen G., 14 Li W., 15 Shen S., 16 Xu Y., 18 Li X., 19 Qi H., 20 Yang C., 21 Xu Y., 22 Jiang J., 23 Fu B., 27 Shao J., 29 Huang Y., CT: Milutinović
Coppa d'Asia 20041 Liu Y., 3 Sun X., 4 Zhang Y., 5 Zheng Z., 6 Shao J., 7 Sun J., 8 Zheng B., 9 Hao H., 11 Li Y., 12 Wei X., 13 Xu Y., 14 Li W., 15 Zhao J., 16 Ji M., 18 Li X., 19 Zhang S., 21 Li M., 22 Yan S., 23 Li J., 25 Zhou H., 27 Zhou T., 29 Li J., CT: Haan
Coppa d'Asia 20071 Li L., 2 Du W., 3 Sun X., 4 Zhang Y., 5 Li W., 6 Shao J., 7 Sun J., 8 Lie T., 9 Han P., 10 Zheng Z., 11 Dong F., 12 Zhao X., 13 Zhang S., 14 Zhu T., 15 Wang D., 16 Ji M., 18 Zhou H., 19 Zheng B., 20 Mao J., 21 Liu Y., 22 Yang J., 23 Cao Y., 30 Zong L., CT: Zhu G.
Coppa d'Asia 20111 Yang Z., 2 Li X., 3 Wang Q., 4 Zhao P., 5 Du W., 6 Zhou H., 7 Zhao X., 8 Hao J., 9 Yang X., 10 Deng Z., 11 Qu B., 12 Guan Z., 13 Liu J., 14 Wang S., 15 Yu T., 16 Huang B., 17 Zhang L., 18 Gao L., 19 Yang H., 20 Rong H., 21 Yu H., 22 Zeng C., 23 Li J., CT: Gao H.
Coppa d'Asia 20151 Zeng C., 2 Ren H., 3 Mei F., 4 Jiang Z., 5 Zhang L., 6 Li A., 7 Wu L., 8 Cai H., 9 Yang X., 10 Zheng Z., 11 Hao J., 12 Yan J., 13 Liu J., 14 Ji X., 15 Wu X., 16 Sun K., 17 Zhang C., 18 Gao L., 19 Liu B., 20 Yu Han., 21 Yu Hai, 22 Liao L., 23 Wang D., CT: Perrin
Coppa d'Asia 20191 Yan J., 2 Liu Yi., 3 Yu Y., 4 Shi K., 5 Zhang Li., 6 Feng X., 7 Wu L., 8 Zhao X., 9 Xiao Z., 10 Zheng Z., 11 Hao J., 12 Zhang Lu, 13 Chi Z., 14 Wei S., 15 Wu X., 16 Jin J., 17 Zhang C., 18 Gao L., 19 Liu Yang, 20 Yu H., 21 Piao C., 22 Yu D., 23 Wang D., CT: Lippi
Coppa d'Asia 20231 Yan J., 2 Jiang G., 3 Chenjie Z., 4 Lei L., 5 Zhang Li., 6 Shangyuan W., 7 Wu L., 8 Xin X., 9 Yuning Z., 10 Pengfei X., 11 Long T., 12 Tao J., 13 Haofeng X., 14 Dalei W., 15 Xi W., 16 Tianyi G., 17 Pu C., 18 Weijun D., 19 Yang L., 20 Wei S., 21 Binbin L., 22 Shaocong W., 23 Liangming L., 24 Shenglong J., 25 Dianzuo L., 26 Qiuming W., CT: Janković

#### Coppa dell'Asia Orientale
Coppa dell'Asia Orientale 2003
Coppa dell'Asia Orientale 2005
Coppa dell'Asia Orientale 2008
Coppa dell'Asia Orientale 2010
Coppa dell'Asia Orientale 2013
Coppa dell'Asia Orientale 2015
Coppa dell'Asia Orientale 2017
Coppa dell'Asia Orientale 2019
1 Liu D., 2 Li A., 3 Mei F., 4 Wang She., 5 Fan Y., 6 Cai H., 7 Jin F., 8 Tan L., 9 Dong X., 10 Zhang X., 11 Jiang Z., 12 Ji X., 13 Murehemaitijiang M., 14 Zou D., 15 Ming T., 16 Cao Y., 18 Wang Z., 19 Wei S., 20 Li H., 21 Wang Sha., 22 Yu D., 23 Dong C., CT: Li Tie
Coppa dell'Asia Orientale 2022
1 Han J., 2 Shinar Y., 4 Jiang S., 5 Zhu C., 6 Jiang G., 7 Tao Q., 8 Dai W., 11 Tan L., 12 Peng P., 13 Xu Y., 14 Chen G., 15 Tudi D., 16 Wen J., 17 Xu H. 18 He Y., 19 Huang J., 20 Fang H., 21 Yao X., 22 Liu Z., 23 Liang S., 24 Su S., 25 Huang Z., 26 Liu R., CT: Janković

#### Giochi olimpici
Calcio ai Giochi Olimpici Estivi 1936P Pau K. P., P Wong K. L., D Chua B. L., D Lee T. S., D Mak S. H., D Tam K. P., C Chen Z. H., C Lee K. W., C Leung S. T., C Leung W. C., C Tsui A. F., C Wong M. S., A Cheuk S. K., A Fung K. C., A Ip P. W., A Kia K. L., A Lee W. T., A Suen K. S., A Zheng Q. L., A Tio H. G., A Tso K. S., A Yeap C. E., CT: Yan C. S.
Calcio ai Giochi Olimpici Estivi 1948P Chang P. R., P Chu C. S., D Hau Y. S., D Nien S. S., D Tze K. H., C Chau M. C., C Kao P. C., C Kwok Y. K., C Lau C. S., C Sung L. S., A Chang K. H., A Chia B. L., A Chu W. K., A Fung K. C., A Ho Y. F., A Lai S. W., A Li T. F., A Yeap C. E., CT: Lee W. T.
NOTA: per le informazioni sulle rose successive al 1948 visionare la pagina della Nazionale olimpica.

## Commissari tecnici
- Loro Boriçi (1972-1975)
- Adolf Remy (1984-1985)
- Klaus Schlappner (1992-1995)
- Qi Wusheng (1995-1997)
- Bob Houghton (1997-1999)
- Bora Milutinović (2000-2002)
- Arie Haan (2002-2004)
- Zhu Guanghu (2005-2007)
- Vladimir Petrović (2007-2008)
- Gao Hongbo (2009-2011)
- José Antonio Camacho (2011-2013)
- Alain Perrin (2014-2016)
- Gao Hongbo (2016)
- Marcello Lippi (2016-2019)
- Fabio Cannavaro (mar.-apr. 2019)
- Marcello Lippi (mag.-nov. 2019)
- Li Tie (2020-2021)
- Li Xiaopeng (2021-ago. 2022)
- Aleksandar Janković (set.-ott. 2022)
- Li Xiaopeng (ott. 2022-feb. 2023)
- Aleksandar Janković (feb. 2023-feb. 2024)
- Branko Ivanković (feb. 2024-)